# Cheval-Blanc
Cheval-Blanc ist eine französische Gemeinde mit 4340 Einwohnern (Stand 1. Januar 2022) im Département Vaucluse in der Region Provence-Alpes-Côte d’Azur.

## Geographie
Cheval-Blanc liegt ungefähr fünf Kilometer südöstlich von Cavaillon und ist mit den Gemeinden Orgon, Taillades und Cavaillon benachbart.
Im Westen und Südwesten der Gemeinde fließt die Durance, die auch die Grenze zum Département Bouches-du-Rhône bildet. Nordöstlich erhebt sich das Gebirge des Luberon mit dem Regionalen Naturpark Luberon, zu dem das Gemeindegebiet gehört. Dazwischen fließt quer durch das Gemeindegebiet der Canal de Carpentras.

## Verkehr
Vom Nordwesten her verläuft die Straße D973 von Cavaillon nach Südosten in Richtung Mérindol. Nahe dem Gemeindezentrum zweigt die D31 ab und führt nordöstlich zur Nachbargemeinde Taillades. Südwestlich der Gemeinde erstreckt sich parallel zur Durance die Autoroute A7 und die Bahnlinie des TGV. Die nächsten Bahnhöfe befinden sich zwei Kilometer südwestlich in Orgon und vier Kilometer nordwestlich in Cavaillon. Nächster TGV-Halt ist der 25 km entfernte Bahnhof Avignon TGV im Nordwesten.

## Geschichte
Die ersten Spuren menschlicher Besiedlung reichen bis ins Neolithikum zurück. Gefundene massaliotische Münzen deuten auf Handel in phokäischer Zeit hin. Während des Mittelalters bildeten sich Siedlungen um Saint-Phalès, Saint-Ferréol und Roquette. Im Jahr 1096 geriet das Priorat Saint-Phalès in Abhängigkeit von der Abtei Saint-André de Villeneuve-lès-Avignon. Von 1178 bis 1202 ging Saint-Phalès an die Abtei Sénanque, danach an den Bischof von Cavaillon. Saint-Ferréol war im zwölften Jahrhundert ein Priorat von Saint-Eusèbe de Saignon und ging 1178 ebenfalls an Saint-André de Villeneuve. Im zwölften Jahrhundert erfolgte der Bau des Canal Saint-Julien zur Bewässerung der umliegenden Felder. Das Schloss von Roquette war zur damaligen Zeit das eigentliche Siedlungszentrum und wurde zuerst 1245 im „Roten Buch“ des Alfons von Poitiers erwähnt. Das Schloss geriet, wie Saint-Phalès, in die Hände von Bermundus, dem Bischof von Cavaillon.
1397 befand sich das Gebiet in päpstlichem Besitz und wurde durch die Truppen des Raimund von Turenne geplündert. Einige Jahrzehnte später siedelten sich Waldenser in Saint-Phalès an. Die Massaker von 1545 führten zu einer Zerstörung der Bastide. Roquette stand zu dieser Zeit unter bischöflicher und gräflicher Co-Herrschaft und wurde danach von der Stadt Cavaillon verwaltet. Im fünfzehnten und sechzehnten Jahrhundert belehnten die Bischöfe ihren Anteil an das Haus Grillet des Taillades. Etwas weiter nördlich von Roquette entstand im achtzehnten Jahrhundert die Bastide des Mayorques, erbaut von einem politischen Flüchtling aus England.
Die Entscheidung für die Erschaffung eines neuen Dorfes wurde am 12. August 1765 vom letzten Cavailloner Bischof, Louis-Joseph Crispin des Achards de la Balme, gefällt. In der Nähe der Auberge du Cheval Blanc („Herberge zum weißen Ross“) entstand zunächst die von Cavaillon unabhängige Pfarrgemeinde Saint-Paul. Gegen 1790 wurde Saint-Paul in eine echte Gemeinde umgewandelt und erhielt vier Jahre später den Namen Blanc-Montagne. Erst zur Zeit des Kaiserreiches im Jahr 1804 entschieden sich die Stadtväter für den heutigen Gemeindenamen.

### Bevölkerungsentwicklung
| Jahr      | 1962 | 1968 | 1975 | 1982 | 1990 | 1999 | 2006 | 2008 | 2018 |
| --------- | ---- | ---- | ---- | ---- | ---- | ---- | ---- | ---- | ---- |
| Einwohner | 1839 | 1880 | 2029 | 2372 | 3032 | 3524 | 3981 | 4104 | 4295 |

## Sehenswürdigkeiten

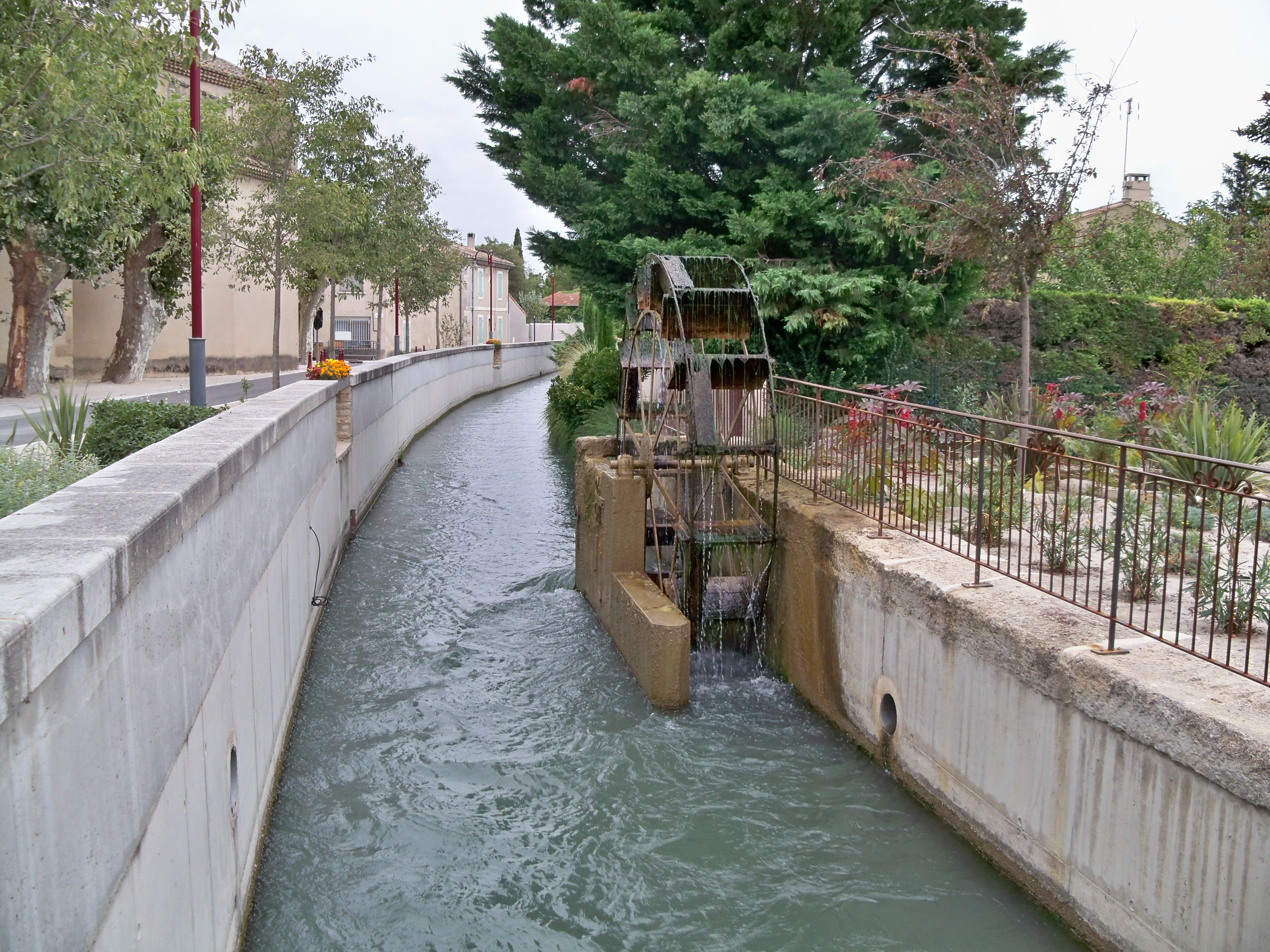
Schaufelrad am Canal de Carpentras.

- Kirche Saint-Paul, ehemalige Kapelle aus dem Jahr 1650, 1745 eingeweiht und mehrfach vergrößert. Die beiden Glocken stammen von zwei heute verschwundenen Kapellen aus den Vierteln Tuilières und Grands Terres.[5]
- Kapelle Sainte-Thérèse
- Schaufelrad am Canal de Carpentras
- Gorges de Régalon (Régalon-Schlucht) etwa 9 km südöstlich.